# Юлуково
Юлу́ково (рос. Юлуково, башк. Юлыҡ) — село у складі Гафурійського району Башкортостану, Росія. Входить до складу Ковардинської сільської ради.
Населення — 741 особа (2010; 805 в 2002).
Національний склад:
- башкири — 99%